# Hilal Hemed Hilal
Hilal Hemed Hilal, född 12 juli 1994, är en tanzanisk simmare.
Hilal tävlade för Tanzania vid olympiska sommarspelen 2016 i Rio de Janeiro, där han blev utslagen i försöksheatet på 50 meter frisim.